# Gouverneur
Gouverneur es un pueblo ubicado en el condado de St. Lawrence en el estado estadounidense de Nueva York. En el año 2000 tenía una población de 7,418 habitantes y una densidad poblacional de 40 personas por km².

## Geografía
Gouverneur se encuentra ubicado en las coordenadas 44°20′4″N 75°27′59″O / 44.33444, -75.46639.

## Demografía
Según la Oficina del Censo en 2000 los ingresos medios por hogar en la localidad eran de $27,701, y los ingresos medios por familia eran $31,212. Los hombres tenían unos ingresos medios de $31,280 frente a los $19,394 para las mujeres. La renta per cápita para la localidad era de $13,820. Alrededor del 19.7% de la población estaban por debajo del umbral de pobreza.